# 浄瑠璃太夫一覧
浄瑠璃太夫一覧（じょうるりだゆう いちらん）は、文楽浄瑠璃太夫の五十音順一覧である。芸名（太夫名）は、1953年から2016年3月まで『大夫』の表記が使用されていた。

## 竹本
- 竹本相生太夫
- 竹本朝太夫
- 竹本綾瀬太夫
- 竹本氏太夫
- 竹本越前大掾
- 竹本大嶋太夫
- 竹本大隅太夫
- 竹本織太夫
- 竹本梶太夫
- 竹本叶太夫
- 竹本義太夫
- 竹本喜世太夫
- 竹本組太夫
- 竹本源太夫
- 竹本越路太夫
- 竹本越登太夫
- 竹本咲太夫
- 竹本重太夫
- 竹本錣太夫
- 竹本住太夫
- 竹本摂津大掾
- 竹本染太夫
- 竹本千賀太夫
- 竹本内匠太夫
- 竹本伊達太夫
- 竹本津賀太夫
- 竹本津太夫
- 竹本綱太夫
- 竹本土佐太夫
- 竹本富太夫
- 竹本中太夫
- 竹本長尾太夫
- 竹本長門太夫
- 竹本南部太夫
- 竹本錦太夫
- 竹本縫太夫
- 竹本播磨少掾
- 竹本播磨大掾
- 竹本春子太夫
- 竹本春太夫
- 竹本雛太夫
- 竹本筆太夫
- 竹本政太夫
- 竹本緑太夫
- 竹本むら太夫
- 竹本紋太夫
- 竹本弥太夫
- 竹本山城掾
- 竹本大和太夫
- 竹本大和掾
- 竹本理太夫

## 豊竹
- 豊竹和泉太夫
- 豊竹上野少掾
- 豊竹英太夫
- 豊竹越前少掾
- 豊竹岡太夫
- 豊竹鐘太夫
- 豊竹古靱太夫
- 豊竹此太夫
- 豊竹小松太夫
- 豊竹駒太夫
- 豊竹咲太夫
- 豊竹嶋太夫
- 豊竹新太夫
- 豊竹丹後少掾
- 豊竹筑前少掾
- 豊竹時太夫
- 豊竹十九太夫
- 豊竹藤太夫
- 豊竹巴太夫
- 豊竹肥前掾
- 豊竹麓太夫
- 豊竹湊太夫
- 豊竹八重太夫
- 豊竹山城少掾
- 豊竹柳適太夫
- 豊竹呂太夫
- 豊竹若太夫